# Ćehići
Ćehići es un pueblo en el municipio de Cazin, Bosnia y Herzegovina.

## Demografía
Según el censo de 2013, su población era de 679 habitantes.
| Etnicidad       | Número | Porcentaje |
| --------------- | ------ | ---------- |
| Bosniaks        | 637    | 93.8%      |
| Otro/undeclared | 42     | 6.2%       |
| Total           | 679    | 100%       |